# Blastoma polmonare
Il blastoma polmonare è una rara forma di neoplasia polmonare di carattere maligno.

## Storia
La lesione si è osservata per la prima volta nell'anno 1945.

## Epidemiologia
Si manifesta principalmente nelle persone anziane, sopra il sesto decennio di età, la sua incidenza varia dallo 0,25% allo 0,5% rispetto all'insieme dei tumori polmonari, classificandosi fra le tipologie segnalate dal WHO all'ultimo posto.

## Tipologia
Esiste una forma particolare chiamata blastoma polmonare bifasico (BPB), una delle forme più rare di tumori che invadono i polmoni.
Inoltre esiste il blastoma pleuropolmonare che si manifesta in età pediatrica, con prognosi più favorevole.

## Manifestazioni
Vi è una rapida proliferazione delle cellule mesenchimali ed epiteliali nel corpo, a seconda della gravità può essere limitato ai polmoni o invadere altre parti del corpo. I sintomi non sono ben definiti, a volte si mostra dolore, più frequentemente la normale respirazione viene disturbata.

## Terapia
I trattamenti prevedono interventi chirurgici come la resezione, inoltre radioterapia e chemioterapia.

## Prognosi
Per quanto riguarda la prognosi, i pochi dati raccolti evidenziano la notevole pericolosità e mortalità della lesione, la sopravvivenza a 5 anni è del 16%, mentre quella a 10 anni è dell'8%.